# Letnie Igrzyska Olimpijskie Młodzieży 2018
3. Letnie Igrzyska Olimpijskie Młodzieży – trzecie w historii letnie igrzyska olimpijskie młodzieży, organizowane w Buenos Aires między 6 a 18 października 2018 roku. Decyzję o przyznaniu praw do organizacji Międzynarodowy Komitet Olimpijski podjął 4 lipca 2013 roku.

## Rozgrywane dyscypliny
Uczestnicy letnich igrzysk młodzieży w Buenos Aires rywalizowali w 239 konkurencjach w 32 dyscyplinach sportowych. 
| - Badminton (3) (szczegóły) - Boks (13) (szczegóły) - Breakdancing (3) (szczegóły) - Futsal (2) (szczegóły) - Gimnastyka (szczegóły) - Akrobatyka sportowa (1) - Gimnastyka artystyczna (1) - Gimnastyka sportowa (13) - Skoki na trampolinie (2) - Golf (3) (szczegóły) - Hokej na trawie (2) (szczegóły) - Jeździectwo (2) (szczegóły) - Judo (9) (szczegóły) - Kajakarstwo (8) (szczegóły) - Karate (6) (szczegóły) - Kolarstwo (4) (szczegóły) - Koszykówka 3×3 (4) (szczegóły) - Lekkoatletyka (36) (szczegóły) - Łucznictwo (3) (szczegóły) | - Pięciobój nowoczesny (3) (szczegóły) - Piłka ręczna plażowa (2) (szczegóły) - Pływanie (36) (szczegóły) - Podnoszenie ciężarów (12) (szczegóły) - Rugby 7 (2) (szczegóły) - Siatkówka plażowa (2) (szczegóły) - Skoki do wody (5) (szczegóły) - Strzelectwo (6) (szczegóły) - Szermierka (7) (szczegóły) - Taekwondo (10) (szczegóły) - Tenis stołowy (3) (szczegóły) - Tenis ziemny (5) (szczegóły) - Triathlon (3) (szczegóły) - Wioślarstwo (4) (szczegóły) - Wrotkarstwo (2) (szczegóły) - Wspinaczka sportowa (2) (szczegóły) - Zapasy (15) (szczegóły) - Żeglarstwo (5) (szczegóły) |

## Klasyfikacja medalowa
Klasyfikacja medalowa dziesięciu najlepszych państw i Polski.
| Klasyfikacja medalowa              |                   |       |        |      |       |
| Lp.                                | Państwo           | złoto | srebro | brąz | razem |
| 1.                                 | Rosja             | 29    | 18     | 12   | 59    |
| 2.                                 | Chiny             | 18    | 9      | 9    | 36    |
| 3.                                 | Japonia           | 15    | 12     | 12   | 39    |
| —                                  | Drużyna mieszana  | 13    | 13     | 13   | 39    |
| 4.                                 | Węgry             | 12    | 7      | 5    | 24    |
| 5.                                 | Włochy            | 11    | 10     | 13   | 34    |
| 6.                                 | Argentyna         | 11    | 6      | 9    | 26    |
| 7.                                 | Iran              | 7     | 3      | 4    | 14    |
| 8.                                 | Stany Zjednoczone | 6     | 5      | 7    | 18    |
| 9.                                 | Francja           | 5     | 15     | 7    | 27    |
| 10.                                | Ukraina           | 5     | 7      | 6    | 18    |
| –                                  | –                 | –     | –      | –    | –     |
| 70.                                | Polska            | 0     | 1      | 3    | 4     |
| Zobacz pełną klasyfikację medalową |                   |       |        |      |       |

źródło: MKOl

## Maskotka
29 maja 2018 roku zaprezentowano maskotkę igrzysk. Pandi jest jaguarem, a jego imię to kombinacja łacińskiej nazwy gatunku (Panthera onca) oraz powiązania maskotki ze światem cyfrowym (digitalnym).

## Piosenka
Oficjalną piosenką igrzysk w Buenos Aires było "Alive" w wykonaniu Candelarii Molfese i Fernando Dente. Piosenkę wyprodukowało Radio Disney.